# Ligne Sarmiento
La Ligne Sarmiento à Buenos Aires, capitale de l'Argentine est une ligne de transport de passagers qui draine la plus grande partie de la banlieue ouest de la ville.
Elle a sa station centrale et terminale dans la gare Estación Once de septiembre, gare terminale du Chemin de fer Domingo Faustino Sarmiento, dans le quartier de Balvanera. Pour y parvenir, la ligne comporte pas moins de 22 passages à niveau fort gênants pour la circulation générale de la ville. À son terminus de Once de septiembre, la ligne est en correspondance avec la ligne  du métro de la capitale.
L'écartement des rails est large (1 676 millimètres).
La ligne est concédée à l'opérateur Trenes de Buenos Aires S.A..
La ligne compte 171 kilomètres et 38 stations.

## Fréquentation
Pendant les années 1993-1998, le nombre d'usagers de la ligne progressa fortement. La crise de 1999-2002 en Argentine provoqua un recul de près du quart de la fréquentation (plus bas en 2002). Par après, la sortie de crise provoquait un redressement toujours en cours. 
- 1993 : 60 468 000
- 1999 : 113 219 000
- 2002 : 88 215 000
- 2003 : 97 246 000
- 2004 : 103 000 000 approximativement. (dernières statistiques disponibles = les 9 premiers mois de 2004 avec 77 437 000 passagers)